# Condado de Yakima
El condado de Yakima es uno de los 39 condados del estado estadounidense de Washington. Toma su nombre la tribu yakama. En 2007 su población era de 281.631 habitantes. Su sede es Yakima, la que también es su mayor ciudad.
El condado de Yakima fue creado a partir del condado de Ferguson el 21 de enero de 1865. El condado de Ferguson, que ya no existe, había sido creado a partir del condado de Walla Walla el 23 de enero de 1863.

## Comunidades reconocidas por el censo
| - Ahtanum - Eschbach - Cliffdell - Donald - Gleed - Grandview - Granger - Harrah | - Mabton - Moxee - Naches - Nile - Satus - Selah - Summitview - Sunnyside - Tampico - Terrace Heights | - Tieton - Toppenish - Union Gap - Wapato - West Valley - White Swan - Yakima - Zillah |

## Otras comunidades
| - Birchfield - Brownstown - Buena - Byron - Cliffdell - Cougar Valley - Cowiche | - Donald - East Selah - Fruitvale - Goose Prairie - Harwood - Nile - Outlook | - Parker - Pinecliff - Pomona - Rimrock - Sawyer - Tampico - Weikel |

## Comunidades históricas
| - Alfalfa - Artesian - Ashue - Belma - Black Rock - Emerald - Empire - Farron | - Flint - Fort Simcoe - Givens Corner - Gromore - Holtzinger - Jonathan - Liberty - Lichty | - Midvale - Nass - Plainview - Spitzenberg - Venner - Waneta - Wenas - Wiley City - Yethonat |

Fuentes: